# 정재초등학교
정재초등학교는 대한민국 경기도 안산시 상록구 부곡동 정재초교길에 있는 공립 초등학교이다.

## 연혁
- 1968년 1월 4일 시흥군 안산국민학교 부곡분교 인가
- 1971년 3월 1일 정재초등학교 승격 인가
- 1971년 3월 26일 정재초등학교 개교
- 1997년 4월 1일 부곡초등학교 분리(20학급)
- 2005년 11월 1일 정재지혜뜰도서관 개관